# Hymenoloma turpe
Hymenoloma turpe là một loài rêu trong họ Dicranaceae. Loài này được Cardot Cardot & Broth. mô tả khoa học đầu tiên năm 1923.